# Ende der Unschuld
Ende der Unschuld ist ein zweiteiliger Fernsehfilm des Regisseurs Frank Beyer, der die Arbeiten des deutschen Uranvereins im Zweiten Weltkrieg in den Mittelpunkt stellt. Der Film wurde 1990/91 mit prominenter Besetzung von der Allianz Filmproduktion Berlin unter Federführung des WDR an zahlreichen Originalschauplätzen gedreht. Wolfgang Menge schrieb das Drehbuch. Die Fernsehpremiere fand am 3. und 7. April 1991 in der ARD statt.

## Handlung
Im englischen Farm Hall erfahren die zehn dort im Rahmen der Operation Epsilon internierten deutschen Atomwissenschaftler im August 1945 vom Abwurf der ersten Atombombe über Hiroshima.
In der Rückblende wird die Entwicklung des Uranprojekts seit der Entdeckung der Kernspaltung durch Otto Hahn und Fritz Straßmann im Dezember 1938 über die Arbeiten Kurt Diebners im Heereswaffenamt bis zu den Versuchen des Kaiser-Wilhelm-Instituts für Physik unter Werner Heisenberg und Carl Friedrich von Weizsäcker am Forschungsreaktor Haigerloch im Frühjahr 1945 chronologisch rekapituliert.
Auch die internationalen Bezüge wie die Petition Albert Einsteins an Präsident Roosevelt 1939 und das Treffen zwischen Werner Heisenberg und Niels Bohr im besetzten Kopenhagen 1941 werden dargestellt.
Zeitsprünge blenden die Reaktionen und Diskussionen der Forscher in Farm Hall nach den beiden Atombombenabwürfen über Japan ein.

## Auszeichnungen
Wolfgang Menge und Frank Beyer erhielten für Buch und Regie von Ende der Unschuld 1991 den Fernsehfilmpreis der Deutschen Akademie der Darstellenden Künste der Baden-Badener Tage des Fernsehspiels.

### Filmbuch
- Wolfgang Menge: Ende der Unschuld – Die Deutschen und ihre Atombombe, Volk und Welt,  Berlin 1991, ISBN 3-353-00841-1.

### Hintergrund
- Mark Walker: Die Uranmaschine – Mythos und Wirklichkeit der deutschen Atombombe, Siedler, Berlin 1990, ISBN 3-88680-359-7.
- Dieter Hoffmann (Hrsg.): Operation Epsilon – Die Farm-Hall-Protokolle oder die Angst der Alliierten vor der deutschen Atombombe, übersetzt von  Wilfried Sczepan, Rowohlt, Berlin 1993, ISBN 3-87134-082-0.
- Manfred Popp: „Hitlers Atombombe – warum es sie nicht gab“, in: Spektrum der Wissenschaft 12/2016, S. 12–21 online.